# Trois-Rivières Attak
Trois-Rivières Attak ist ein ehemaliger kanadischer Fußballverein aus Trois-Rivières. Für die Saison 2010 nimmt die Mannschaft nicht an dem Spielbetrieb der Canadian Soccer League teil.
Bis zur Saison 2010 fungierte die Mannschaft als Jugend- und Reserve-Team für den USSF-D2-Pro-League-Verein Montreal Impact. 2009 gründete Impact die Montreal Impact Academy, und der Kooperationsvertrag mit Trois-Rivières Attak endete.

## Geschichte

### Gründung
Am 15. November 2006 kündigte Montreal Impact die Gründung eines Farmteams in Trois-Rivières an. Der Name würde durch einen Wettbewerb ausgesucht werden. Am 17. Januar 2007 wurde der Name und das offizielle Logo der Öffentlichkeit vorgestellt. Am selben Tag wurden die Vertragsspieler vorgestellt (Nicolas Lesage und Jean-Louis Bessé).

### Erste Saison
Die Mannschaft war eine Überraschung in ihrer ersten Saison. Sie war von Anfang an konkurrenzfähig in der Canadian Soccer League. Sie konnten den Open Canada Cup gewinnen, als sie im Finale den Columbus Clan FC mit 3:0 besiegen konnten. In der Liga erreichten sie den zweiten Platz und qualifizierten sich somit für die Playoffs, wo sie schließlich im Halbfinale gegen die Serbian White Eagles verlor.
Stürmer Nicolas Lesage war mit 16 Toren der beste Torschütze der CSL 2007.

## Erfolge
- Canadian Soccer League:
  - Sieger (1): 2009
  - Finale (1): 2008
- Open Canada Cup:
  - Sieger (1): 2007

## Saisonbilanzen
| Jahr | Liga | Reguläre Saison   | Playoffs   | Open Canada Cup   |
| ---- | ---- | ----------------- | ---------- | ----------------- |
| 2007 | CSL  | Zweiter, National | Halbfinale | Champion          |
| 2008 | CSL  | Erster, National  | Zweiter    | nicht ausgetragen |
| 2009 | CSL  | Erster, National  | Champion   | nicht ausgetragen |

## Stadion
Trois-Rivières Attak tragen ihre Heimspiele im Stade de l’UQTR auf dem Campus der Universität Québec oder im Centre Sportif Alphonse-Desjardins in Trois-Rivières.

## Bekannte Spieler
- Cristian Nuñez

## Ehemalige Trainer
- Marc Dos Santos (2007–2008)

## Vereinsrekorde

### Meiste Einsätze
| # | Name             | Dauer | Einsätze |
| - | ---------------- | ----- | -------- |
| 1 | Nicolas Lesage   | 2007– | 44       |
| 2 | Olivier Brett    | 2007– | 41       |
| 3 | Jean-Louis Bessé | 2007– | 40       |

### Meiste Torerfolge
| # | Name                  | Dauer | Tore |
| - | --------------------- | ----- | ---- |
| 1 | Nicolas Lesage        | 2007– | 24   |
| 2 | Darko Kolić           | 2007  | 13   |
| 3 | Pierre-Rudolph Mayard | 2007– | 8    |